# Gemenskap (bok)
Gemenskap är en bok av filosofen Hans Larsson som utkom 1932.
Boken diskuterar andliga, biologiska och rationella orsaker till mänskliga band. Författaren diskuterar atomernas, begreppens och själarnas gemenskap. Själarnas gemenskap är en filosofihistorisk fråga som härleds till Plotinus. Hans Larsson diskuterar filosofiska och biologiska förklaringar till subtila mellanmänskliga förbindelser, bland annat musik. Gemenskapstanken kan finnas predisponerad i vår mänskliga natur, menar Larsson.
Författaren varnar också, i en uppsats från 1928, för att en kombination av mendelismen och läran om världssjälen kan leda till problematiska tankar om "ras".
Hans Larsson diskuterar även skrifter inom psykoanalys och återknyter till Platons dialoger.

## Innehåll
- Gemenskap
- Laotse
- Mendelismens filosofi
- Meditationens väg
- Samkänsla - hälsomedel
- Psykoanalys och gemenskapskänsla
- Affekternas maktspel
- B. Croces machiavellism
- Imperialistiska typer
- Filosofin och fredsarbetet
- Harnacks sista bok
- Ett verkligare väl eller ve
- Rousseaus Héloïse
- Hämndgudinnorna
- Två präster
- Allt på sin rätta plats
- På instinkt
- Människor som de äro
- Ibsens Teodicé
- Platonism hos Ivan Oljelund
- Den nya religiostiteten
- En deterministisk roman
- Prometeusstriden
- Sjuttonhundratals-utilism
- Musketörerna
- Två verkligheter
- Hjalmar Bergman